# سلطه‌گر مذکر (بی‌دی‌اس‌ام)
سلطه‌گرِ مرد به فعالیتهایی در بی‌دی‌اس‌ام اشاره دارد که شریک سلطه‌گر در آن مرد است.

## نوشتارهای وابسته
- مرد مبلس، زن برهنه
- تسلط و تسلیم
- تسلط زنانه
- سلطه‌پذیر مؤنث
- نقش جنسیتی
- سلطه‌پذیر مذکر
- پدرسالاری